# Grup de Vilna
El Grup de Vilna va ser un cercle de socialdemòcrates jueus que es van reunir en secret a la ciutat de Vilna, aleshores part de l'Imperi Rus (ara Vílnius a Lituània). El grup va ser fundat a mitjans de la dècada de 1890. Els seus membres es van dedicar a difondre el marxisme i la literatura socialista entre els treballadors tèxtils jueus però no als jueus en general, oferien classes d'alfabetització i educació als treballadors i el suport en la formació de sindicats. Ells van ser dels primers de produir literatura socialista en llengua jiddisch.
Tot això era il·legal i calia fer-lo clandestinament, tots els membres del Grup de Vilna van ser detinguts. Formaven part del grup de Vilna, entre d'altres, Arkadi Kremer i la seva esposa Pati Kremer, John Mill i Mikhail Líber. Aquest grup va ser un dels precursors de La Unió General de Treballadors Jueus de Lituània, Polònia i Rússia (conegut com el "Bund"), fundada el 7 d'octubre de 1897. El Grup de Vilna també va tenir un paper important a la fundació del Partit Obrer Socialdemòcrata Rus (POSDR) el 1898. Molts veterans del grup va fer costat als menxevics, oponents dels bolxevics.